# Annona purpurea
Annona purpurea là loài thực vật có hoa thuộc họ Na. Loài này được Moç. & Sessé ex Dunal mô tả khoa học đầu tiên năm 1817.

## Hình ảnh

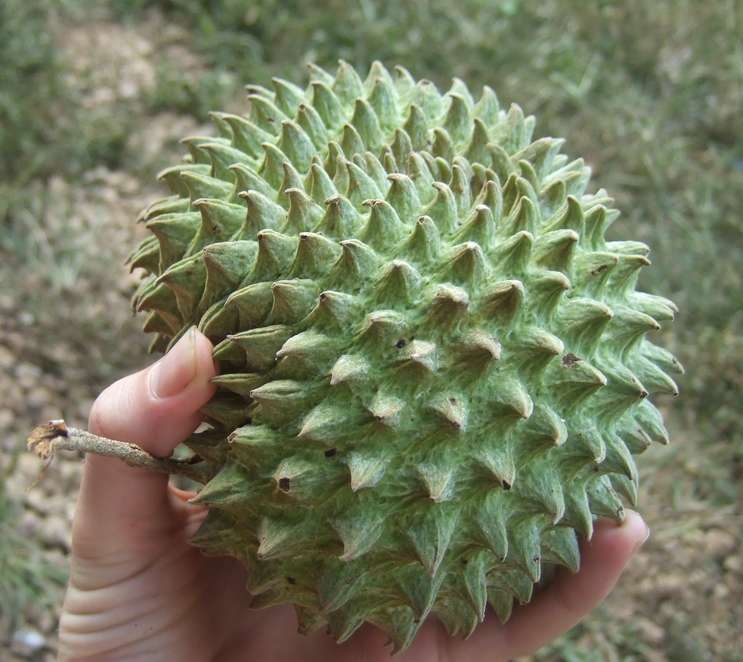
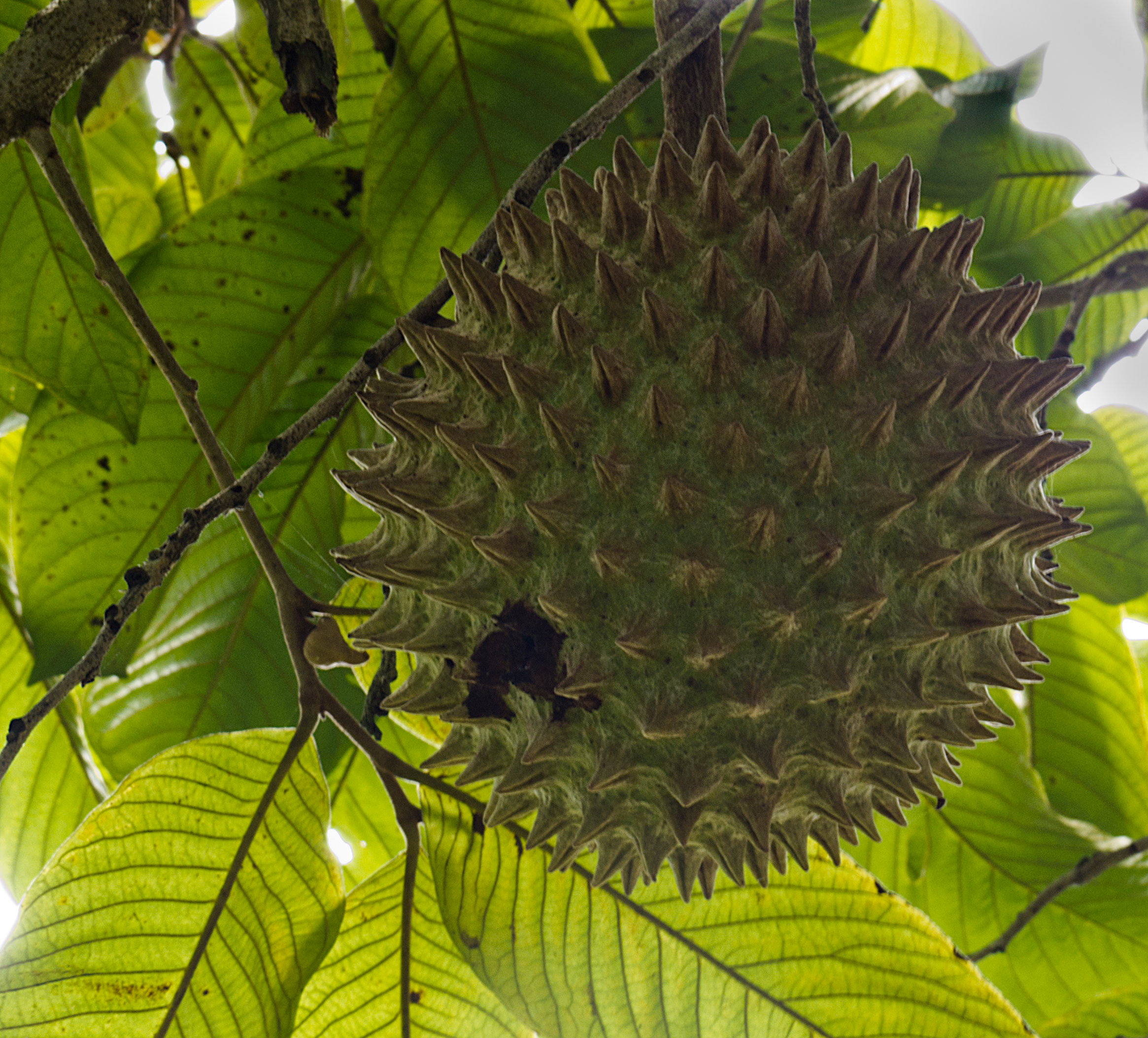